# Microdrosophila falciformis
Microdrosophila falciformis är en tvåvingeart som beskrevs av Chen och Masanori Joseph Toda 1994. Microdrosophila falciformis ingår i släktet Microdrosophila och familjen daggflugor. Inga underarter finns listade i Catalogue of Life.